# كيث هاريسون
كيث هاريسون (بالإنجليزية: Keith Harrison)‏ (1945، فانكوفر في كندا - 10 أبريل 2019)؛ روائي كندي.